# The Mitre (Antarktika)
The Mitre (englisch für Die Mitra) ist ein Nunatak an der Küste des ostantarktischen Königin-Marie-Lands. Er ragt auf der Nordseite der Davis-Halbinsel auf.
Teilnehmer der Australasiatischen Antarktisexpedition (1911–1914) unter der Leitung des australischen Polarforschers Douglas Mawson benannten ihn deskriptiv.